# Park Narodowy Lauwersmeer
Park Narodowy Lauwersmeer – park narodowy w prowincjach Fryzja i Groningen, w Holandii. Obejmuje południową i wschodnią część jeziora Lauwersmeer.
W 1969 r. zatoka o nazwie Lauwerszee została odcięta od Morza Wattowego, tworząc jezioro Lauwersmeer. Akwen szybko stał się słodkowodny, co wiązało się z pojwieniem nowej flory i fauny. Aby ją chronić utworzono w tym miejscu park narodowy. Obecnie żyje tu wiele rzadkich ptaków, np.: warzęcha zwyczajna, błotniak łąkowy, wąsatka, podróżniczek, świstun, łabędź czarnodzioby, czy bernikla białolica.